# Lichtenberg (district)
Lichtenberg is een van de 12 districten (Verwaltungsbezirke) van Berlijn, gelegen in het oostelijk deel van de stad. Het district is grotendeels gelegen in Barnim (streek)
Het district bestaat uit tien stadsdelen. De huidige stadsdelen Lichtenberg, Friedrichsfelde, Karlshorst, Rummelsburg en Fennpfuhl hoorden voor de herindeling van de districten in 2001 tot het (oude) district Lichtenberg. De huidige stadsdelen Alt-Hohenschönhausen, Neu-Hohenschönhausen, Wartenberg, Falkenberg en Malchow vormden van 1985 tot 2001 het zelfstandige district Hohenschönhausen.

## Politiek
Samenstelling districtsraad
Alt-Hohenschönhausen ·
Falkenberg ·
Fennpfuhl ·
Friedrichsfelde ·
Karlshorst ·
Lichtenberg ·
Malchow ·
Neu-Hohenschönhausen ·
Rummelsburg ·
Wartenberg
Charlottenburg-Wilmersdorf · 
Friedrichshain-Kreuzberg ·
Lichtenberg ·
Marzahn-Hellersdorf ·
Mitte ·
Neukölln ·
Pankow ·
Reinickendorf ·
Spandau ·
Steglitz-Zehlendorf ·
Tempelhof-Schöneberg ·
Treptow-Köpenick